# Down Field
Down Field är en by i Cambridgeshire i England. Byn är belägen 20 km 
från Cambridge. Orten har 635 invånare (2015).